# Brand-Knabenkraut
Das Brand-Knabenkraut (Neotinea ustulata) ist eine Pflanzenart in der Familie der Orchideen (Orchidaceae). Früher zählte man es zur Gattung der Knabenkräuter (Orchis). Nach neueren molekulargenetischen Forschungen wird die Art zur Gattung Neotinea gerechnet. Die Art ist kalkliebend und besiedelt vor allem wärmeexponierte Wiesen der Mittel- und Hochgebirge. Das Brand-Knabenkraut gilt in Deutschland als stark gefährdet.

## Beschreibung

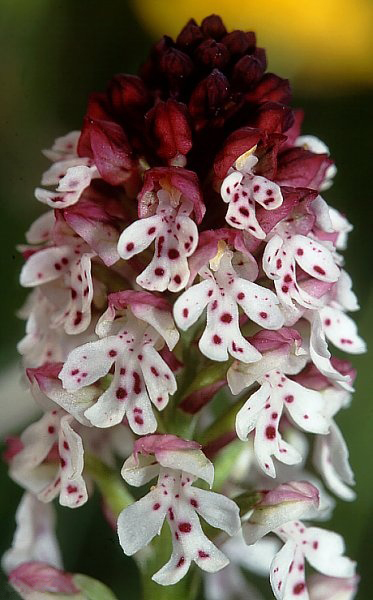
Brand-Knabenkraut
(Neotinea ustulata var. ustulata)
Teil des Blütenstandes

Das Brand-Knabenkraut ist ein zierlicher, sommergrüner, ausdauernder, krautig wachsender Knollengeophyt mit zwei kleinen, kugeligen bis eiförmigen Knollen als Überdauerungsorgan. Diese sind mit zahlreichen, sprossbildenden Nebenwurzeln versehen, so dass die Pflanze zur Büschelbildung neigt (vegetative Vermehrung). Der schlanke, runde Stängel erreicht Wuchshöhen von 10 bis 50 Zentimetern, er kann maximal 80 Zentimeter hoch werden.
Die fünf bis zehn Laubblätter sind bläulichgrün, ungefleckt und lanzettlich. Sie sind etwa 3 bis 10 Zentimeter lang, etwa 0,5 bis 2 Zentimeter breit und werden zum Blütenstand hin kleiner. Die Blätter umfassen den Stängel scheidig und am Grund rosettig.
Der Blütenstand ist reichblütig, 3,5 bis 10 Zentimeter lang und mit 10 bis 70 sehr kleinen Blüten in einer walzenförmigen Ähre, die sich im Verlauf der Blüte streckt. Die häutigen Tragblätter sind nur wenig kürzer als der Fruchtknoten. Die Kronblätter (Petalen) und Kelchblätter (Sepalen) bilden einen 3 bis 4 Millimeter großen, fast kugelförmigen Helm, der außen dunkelpurpurn bis schwarz gefärbt ist. Die Lippe (Labellum) ist etwa 5 bis 8 Millimeter groß, tief dreilappig mit weit vorgezogenem gespaltenen Mittellappen und weiß bis rosa gepunktet (selten rein weiß). Der Sporn ist etwa 1 bis 2 Millimeter lang, nach unten gerichtet und etwa halb so lang wie der Fruchtknoten.
Der Same dieser Orchidee enthält keinerlei Nährgewebe für den Keimling. Die Keimung erfolgt daher nur bei Infektion durch einen Wurzelpilz (Mykorrhiza). Die Dauer von der Keimung bis zur Entwicklung der blühfähigen Pflanze konnte noch nicht hinreichend bestimmt werden.
Das Brand-Knabenkraut ist diploid mit einer Chromosomenzahl von 2n = 42.

## Taxonomie und Systematik
Das Brand-Knabenkraut wurde 1753 von Carl von Linné als Orchis ustulata beschrieben in Species Plantarum Tomus II, S. 941. Der Artname leitet sich von lateinisch ustulatus = angebrannt, Brand- ab. Entsprechend lautet der deutsche Name Brand-Knabenkraut, Brandknabenkraut oder Angebranntes Knabenkraut. Er nimmt Bezug auf die schwarze Färbung des aufblühenden Blütenstandes. Bei einer Revision der Orchideenarten auf der Basis von genetischen Merkmalen wurde das Brand-Knabenkraut gemeinsam mit einigen weiteren Arten in die bis dahin monotypische Gattung Neotinea als Neotinea ustulata (L.) R.M. Bateman, Pridgeon & M.W. Chase eingeordnet. R.M.Bateman, Pridgeon & M.W.Chase veröffentlichten diese Kombination 1997 in Lindleyana; Scientific Journal of the American Orchid Society Band 12, Teil 3, S. 122.  Dieser Einstufung wird heute überwiegend gefolgt, einige Systematiker halten aber den Erstbeschreibungsnamen (Basionym) für weiterhin richtig.
Das Brand-Knabenkraut tritt in zwei Varietäten auf, die sich vor allem hinsichtlich der Blütezeit, aber auch morphologisch unterscheiden:
- Neotinea ustulata var. ustulata
 zeichnet sich durch eher niedrigen und gedrungenen Wuchs sowie gedrängte, an der Spitze rundliche Ähren aus. Die Varietät blüht hauptsächlich im Mai oder Juni, gelegentlich auch im April. Sie kommt im ganzen Verbreitungsgebiet vor.[4]
- Neotinea ustulata var. aestivalis (Kümpel) Tali, M.F.Fay & R.M.Bateman zeigt dagegen eher hohen und gestreckten Wuchs sowie lockerblütige, zugespitzte Ähren. Sie blüht später als die Nominatform, im Juli oder August. Der wissenschaftliche Name der Varietät leitet sich von dem Lateinischen aestivalis (sommerlich, Sommer-) ab. Die Varietät kommt nur in Europa vor.[4] Wird die Sippe als Unterart angesehen, ist sie als Neotinea ustulata subsp. aestivalis (Kümpel) P.Jacquet & Scappaticci zu benennen.[5]

Es wurden folgende Hybriden wissenschaftlich beschrieben:
- Neotinea × dietrichiana (Bogenh.) H. Kretzschmar, Eccarius & H. Dietr. (Neotinea tridentata × Neotinea ustulata)

Die folgenden Hybriden werden durch die genetisch weit auseinanderliegende Verwandtschaft der Ausgangsarten als zweifelhaft angesehen, nach heutiger Auffassung handelt es sich um Hybride zwischen Angehörigen verschiedener Gattungen (intergenerische Hybride).
- ×Orchinea doellii (W.Zimm.) J.M.H.Shaw  (Orchis simia × Neotinea ustulata)
- ×Neotinacamptis durandii (Bréb.) B.Bock (Anacamptis pyramidalis × Neotinea ustulata)
- ×Neotinacamptis franzonii (M.Schulze) B.Bock (Anacamptis coriophora  × Neotinea ustulata)
- ×Neotinarhiza labbei (C.Bernard) B.Bock (Dactylorhiza maculata × Neotinea ustulata)

Als „var. alba“ beschriebene Weißlinge sind taxonomisch bedeutungslos.
Es gibt zahlreiche Synonyme, die durch Neubeschreibungen entstanden sind:
| - Orchis amoena Crantz - Orchis columnae F.W.Schmidt - Orchis parviflora Willd. - Orchis hyemalis Raf. | - Orchis imbricata Vest - Orchis ustulata var. leopoliensis Zapal. - Orchis ustulata f. leopoliensis (Zapal.) Pauca |

## Ökologie

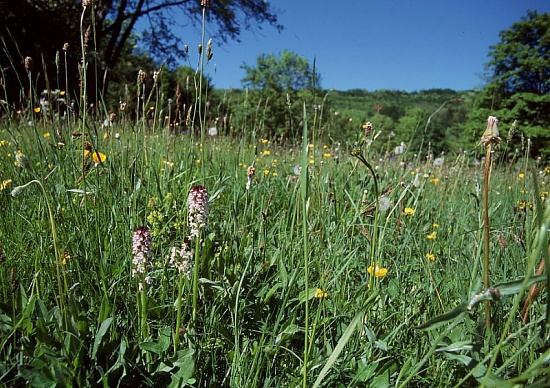
Das Brand-Knabenkraut im Biotop, einer Bergwiese der Hohen Rhön

### Blütezeit
Aufgrund der beträchtlichen ökologischen und geographischen Varianz erstreckt sich die Blütezeit der Art in Mitteleuropa insgesamt von April bis August. Dabei ist Neotinea ustulata var. ustulata frühblühend, Neotinea ustulata var. aestivalis spätblühend. Die einzelne Pflanze blüht etwa drei Wochen lang. An Standorten in milden Gegenden kann das Blühen von Neotinea ustulata var. ustulata schon im letzten Aprildrittel beginnen; in den Alpen dagegen blüht sie oft erst im Juni auf. Da Neotinea ustulata var. aestivalis offenbar eher in mittleren Lagen auftritt, blüht sie etwas einheitlicher von Juli bis August.

### Bestäuber
Als Bestäuber für Neotinea ustulata var. ustulata wird die Raupenfliege (Echinomyia magnicornis) genannt; für Neotinea ustulata var. aestivalis der Bockkäfer Leptura livida und verschiedene Hummel-Arten. Der Fruchtansatz ist meist relativ hoch.

### Standorte
Das Brand-Knabenkraut wächst in Mitteleuropa auf Trocken- und Halbtrockenrasen, Streuwiesen, Magerwiesen und Bergmatten bis 2000 m, seltener in lichten Kiefern- oder Laubwäldern sowie in trockeneren Bereichen von Feuchtwiesen. Nach Baumann und Künkele hat die Art in den Alpenländern folgende Höhengrenzen: Deutschland 93–1900 Meter, Frankreich 0–2300 Meter, Schweiz 250–2300 Meter, Liechtenstein 430–1990 Meter, Österreich 50–1500 Meter, Italien 20–2100 Meter, Slowenien 50–1500 Meter. In Europa steigt die Art in Spanien bis 2500 Meter auf, im Kaukasus bis 2700 Meter Meereshöhe.
Dabei benötigt diese Pflanzenart wechselfeuchte, basische, selten auch kalkfreie Böden mit einem pH-Wert von 6,0 bis 8,0.
Die ökologischen Zeigerwerte nach Landolt et al. 2010 sind in der Schweiz: Feuchtezahl F = 3w (mäßig feucht aber mäßig wechselnd), Lichtzahl L = 4 (hell), Reaktionszahl R = 3 (schwach sauer bis neutral), Temperaturzahl T = 3 (montan), Nährstoffzahl N = 2 (nährstoffarm), Kontinentalitätszahl K = x.
Die Art gilt als sehr heliophil und tritt meist auf vollbesonnten Standorten mit Beleuchtungsintensitäten bis über 80.000 Lux auf.
Sie hat in Mitteleuropa Vorkommen in folgenden Verbänden des pflanzensoziologischen Systems:
- Mesobromion.  Trespen-(Halb)-Trockenrasen, oder subozeanischer Kalk-Magerrasen,
- Cirsio-Brachypodion. Kratzdistel-Zwenkenrasen, oder subkontinentaler Kalk-Magerrasen
- Geranion sanguinei. Blutstorchschnabel-Saumgesellschaften kalkreicher Standorte
- Arrhenatherion. Glatthaferwiese (nur magere, stickstoffarme Varianten)

(Aufschlüsselung siehe: Pflanzensoziologische Einheiten nach Oberdorfer)

## Verbreitung
Das Verbreitungsareal des Brand-Knabenkrautes erstreckt sich von Nordspanien über Mitteleuropa, die Alpenländer,  Südskandinavien, Osteuropa bis nach Mittelsibirien und zum Kaukasus. Im Mittelmeerraum einschließlich Nordafrika ist das Brand-Knabenkraut selten. Es wird entsprechend seiner Verbreitung als mediterran, submediterran und atlantisch eingeordnet und als Florenelement der meridional/montanen, submeridionalen und temperaten Florenzone eingestuft.

### Deutschland
In Deutschland ist das Brand-Knabenkraut verbreitet am Alpenrand anzutreffen, zerstreut im übrigen Bayern (Altmühltal, Lechtalheiden, Fränkische Alb, Maintal, Spessart). Auch in Baden-Württemberg tritt es zerstreut auf, vor allem am Oberrhein und auf der Schwäbischen Alb. Seltener ist es in Rheinland-Pfalz und im Saarland (Region Mosel – Eifel). Weiter nördlich trifft man es nur selten bis sehr selten an, so im äußersten Südwesten Nordrhein-Westfalens, in Hessen, Thüringen und nurmehr vereinzelt in Sachsen-Anhalt und Sachsen. In Brandenburg und inzwischen offenbar auch in Südniedersachsen ist die Art ausgestorben; aus den übrigen Ländern sind keine Vorkommen bekannt.

### Österreich
In Österreich kommt die Art zerstreut in allen Bundesländern vor, mit Schwerpunkt in den alpinen Kalkgebieten.

### Schweiz
Auch in der Schweiz findet sie sich nahezu im gesamten Gebiet. Die Fundpunkte häufen sich aber im Jura, in der Innerschweiz, im Rheintal und in den Südalpen, hingegen ist sie im Mittelland sehr selten geworden.

## Naturschutz und Gefährdung
Wie alle in Europa vorkommenden Orchideenarten steht auch das Brand-Knabenkraut unter dem strengen Schutz europäischer und nationaler Gesetze. So ist es auch auf Anhang II des Washingtoner Artenschutzübereinkommens gelistet. Die Art ist außerdem in Deutschland durch die BArtSchV besonders geschützt.

### Rote Listen
- Rote Liste Deutschland: 2
- Rote Liste Bundesländer: Baden-Württemberg: 2, Bayern: 3, Berlin: -, Brandenburg: 0, Bremen: 0, Hamburg: -, Hessen: 2, Mecklenburg-Vorpommern: -, Niedersachsen: 0, Nordrhein-Westfalen: 3, Rheinland-Pfalz: 1, Saarland: 2, Sachsen-Anhalt: 1, Sachsen: 1, Schleswig-Holstein: -, Thüringen: 2

- Rote Liste Schweiz: NT (Near Threatened – potenziell gefährdet)
- Rote Liste Österreich: keine Angabe verfügbar.

Empfindlich reagiert die Art auf Veränderungen des Biotops und verschwindet schneller als zum Beispiel das Kleine Knabenkraut, mit welchem es oft vergesellschaftet ist.

### Gefährdung
Die Knollen des Brand-Knabenkraut werden wie die anderer Erdorchideen zur Herstellung von Salep in große Mengen aus der Natur entnommen und auch innerhalb der EU illegal verkauft. Durch das Ausgraben der Wurzelteile wird die Pflanze zerstört, was teilweise zu Bestandsrückgängen führt.

### Orchidee des Jahres
Die Arbeitskreise Heimischer Orchideen (AHO) in Deutschland, die sich in allen Bundesländern den Schutz, die Pflegemaßnahmen der Biotope, die Kartierung und wissenschaftliche Betreuung der heimischen Orchideenflora zur Aufgabe gemacht haben, wählten das Brand-Knabenkraut zur „Orchidee des Jahres“ 2005. Mit der Wahl sollte auf die starke Gefährdung dieser Orchideenart aufmerksam gemacht werden, die aus der mitteleuropäischen Landschaft zu verschwinden droht. Die Rückgangsursachen sind einerseits der Flächenverbrauch durch Bebauung, die intensive Wiesenbewirtschaftung, Düngung und zu häufige Mahd, andererseits aber auch die gänzliche Aufgabe der Bewirtschaftung und damit das Brachfallen der Wuchsorte.

## Bildergalerie

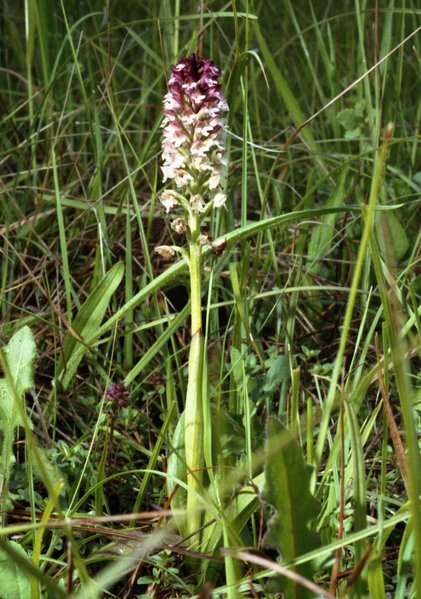
Neotinea ustulata Habitus
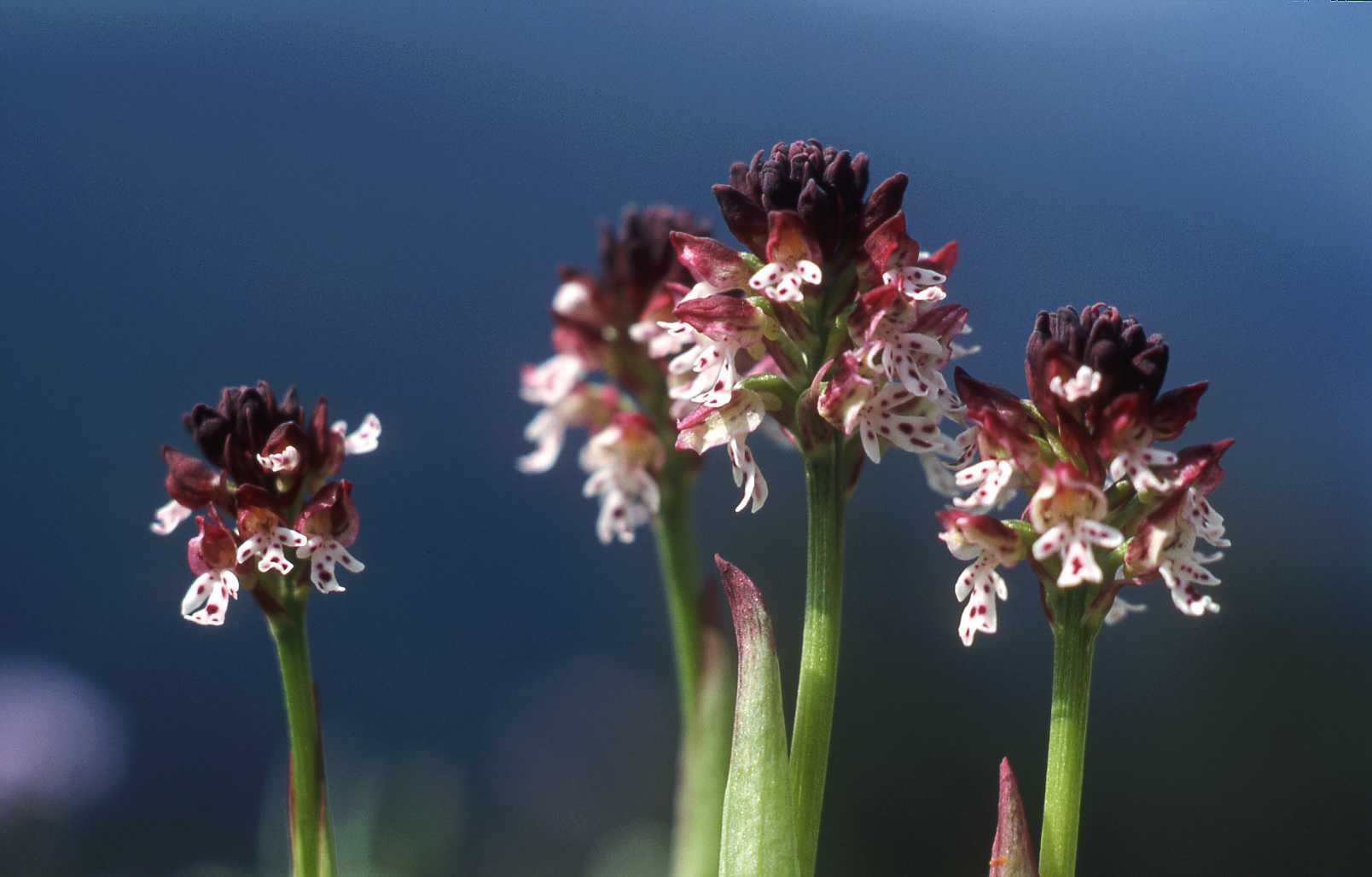
Neotinea ustulata Blütenstände
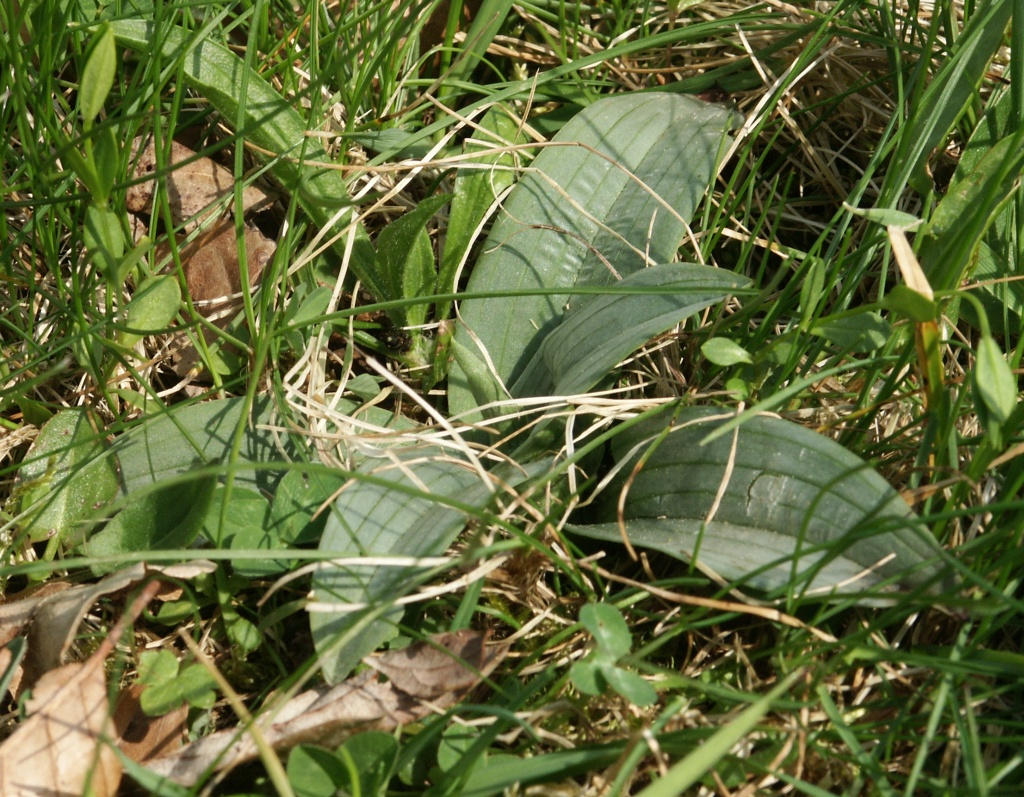
Neotinea ustulata Blattrosette
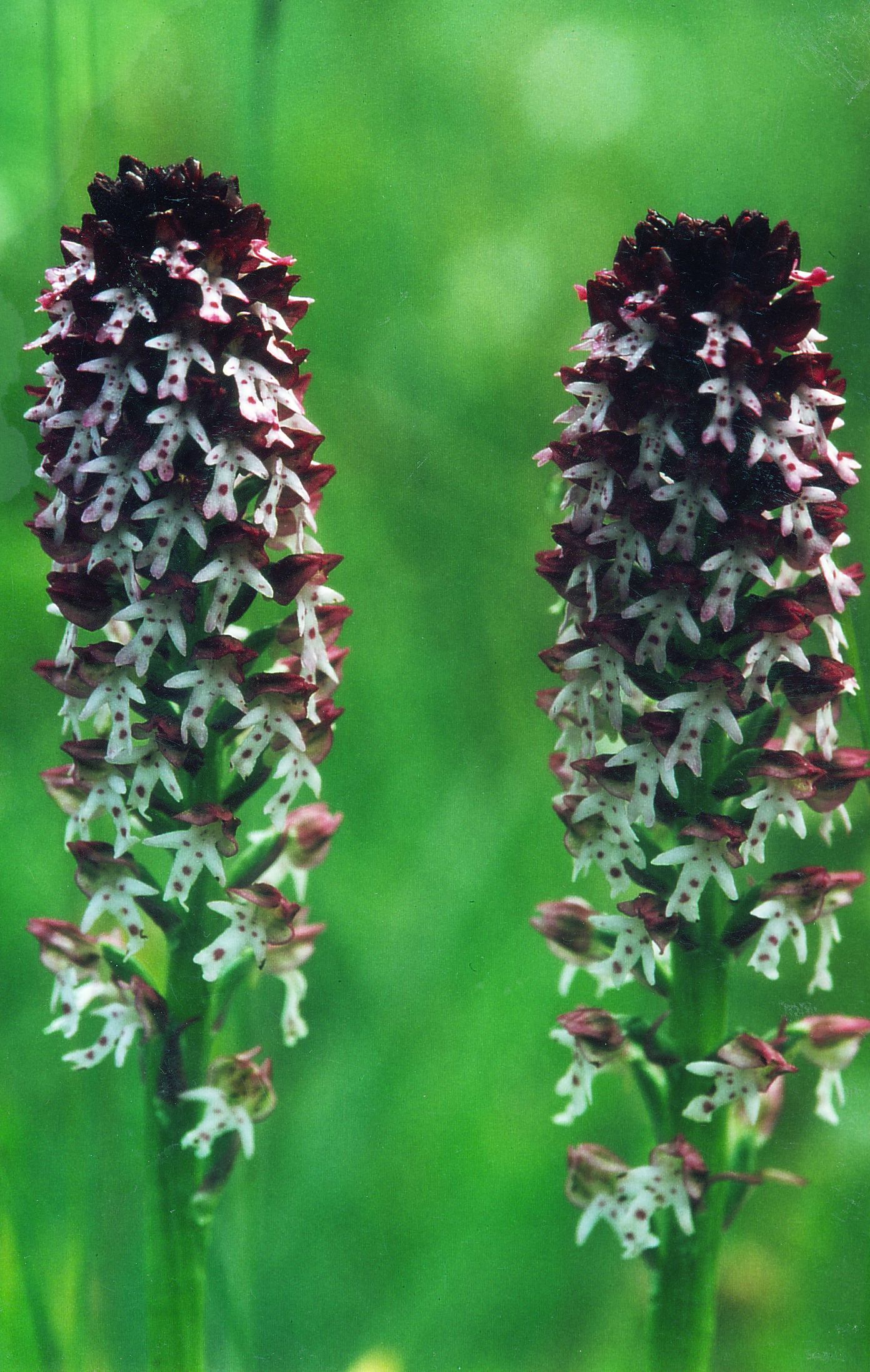
Neotinea ustulata Orjen – Montenegro